# Wendy Neuss

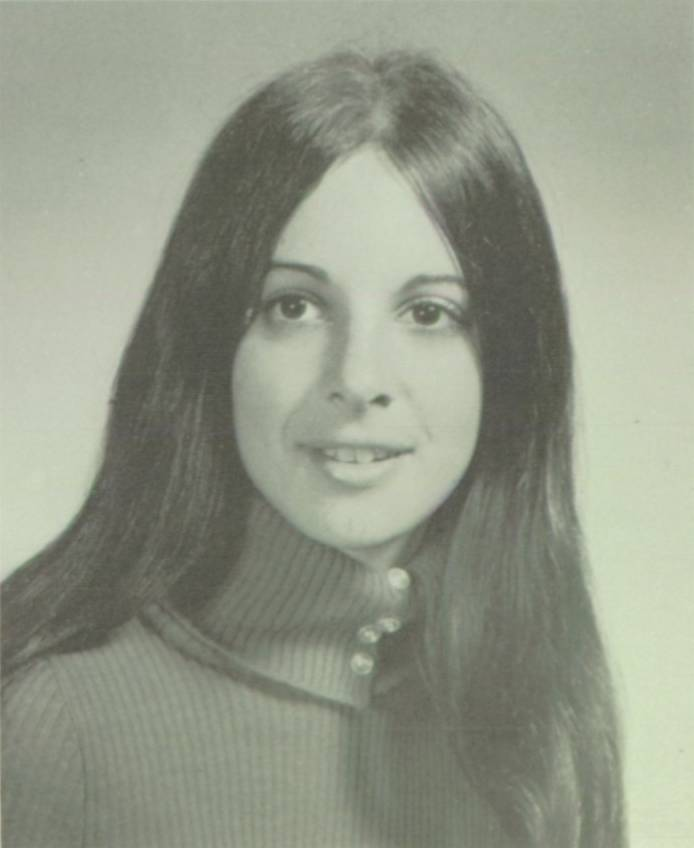
Wendy Neuss (1972)

Wendy Neuss (* 24. Oktober 1954 in Livingston, New Jersey) ist eine US-amerikanische Fernsehproduzentin.
Neuss schloss 1976 ein Psychologiestudium an der University of Pennsylvania ab. 1984 bis 1985 wirkte sie als Produzentin der Zeichentrickserie Braingames.
1992 wurde Neuss Co-Produzentin der sechsten und siebten Staffel der Fernsehserie Raumschiff Enterprise – Das nächste Jahrhundert. Nach Einstellung der Serie im Jahr 1994 hatte sie ab 1995 die gleiche Funktion im Stab der Fernsehserie Star Trek: Raumschiff Voyager. 1994 wurde sie mit den übrigen Produzenten von Raumschiff Enterprise: Das nächste Jahrhundert für den Emmy nominiert.
Im Anschluss an ihre Mitwirkung bei Star Trek war Neuss ausführende Produzentin der Fernsehfilme A Christmas Carol – Die Nacht vor Weihnachten (1999), King of Texas (2002) und Lion in Winter – Kampf um die Krone des Königs (2003). Für The Lion in Winter wurde sie 2004 erneut für den Emmy nominiert.
Neuss war von 2000 bis 2003 mit dem Schauspieler Patrick Stewart verheiratet, den sie bei den Dreharbeiten zu Raumschiff Enterprise: Das nächste Jahrhundert kennengelernt hatte.